# Cervonokosteantînivka, Petrove
Cervonokosteantînivka (în ucraineană Червонокостянтинівка) este localitatea de reședință a comunei Cervonokosteantînivka din raionul Petrove, regiunea Kirovohrad, Ucraina.

## Demografie
Componența lingvistică a localității Cervonokosteantînivka
     Ucraineană (98,13%)
     Alte limbi (1,88%)
Conform recensământului din 2001, majoritatea populației localității Cervonokosteantînivka era vorbitoare de ucraineană (98,13%), existând în minoritate și vorbitori de alte limbi.